# Kill Buljo : Ze Film
Pour plus de détails, voir Fiche technique et Distribution.
Kill Buljo : Ze Film (Kill Buljo: The Movie) est un film norvégien réalisé par Tommy Wirkola, sorti en 2007. Il s'agit d'une parodie de Kill Bill. Il a fait l'objet d'une suite : Kill Buljo 2.

## Synopsis
Jompa cherche a venger sa famille et sa fiancée qui sont massacrés.

## Fiche technique
- Titre : Kill Buljo : Ze Film
- Titre original : Kill Buljo: The Movie
- Réalisation : Tommy Wirkola
- Scénario : Stig Frode Henriksen et Tommy Wirkola
- Musique : Petter Carlsen et Kjell Rune Myrland
- Photographie : Odd Haugsnes et Matthew Weston
- Montage : Tommy Wirkola
- Production : Terje Strømstad
- Société de production : Yellow Bastard Production
- Société de distribution : The Weinstein Company (États-Unis)
- Pays :  Norvège
- Genre : Comédie et action
- Durée : 93 minutes
- Dates de sortie : 
  -  Norvège : 23 mars 2007
  -  États-Unis : 12 mai 2009

## Distribution
- Stig Frode Henriksen (VF : Damien Boisseau) : Jompa Tormann
- Tommy Wirkola : Sid Wisløff
- Linda Øverlie Nilsen : Peggy Mathilassi
- Natasha Angel Dahle : Unni Formen
- Jørn Tore Nilsen : Kato
- Martin Hykkerud : Tampa Buljo
- Ørjan Gamst : Crazy Beibifeit / M. Handjagi
- John Even Pedersen : Kjell Driver
- Christian Reiertsen : Bud Light
- Merete Nordahl : Lara Kofta
- Frank Arne Olsen : Papa Buljo
- Heidi Nilima Monsen : Blow Job
- Aina Timbiani : Mona Smurfen
- Eirik Junge Eliassen : Troll Tove

## Sortie vidéo
Le film s'est vendu a plus de 95 000 exemplaires en vidéo.